# Villars-en-Azois
 Villars-en-Azois  es una población y comuna francesa, en la región de Champaña-Ardenas, departamento de Alto Marne, en el distrito de Chaumont y cantón de Châteauvillain.

## Demografía
| 137 | 145 | 135 | 105 | 107 | 76 |
| Para los censos de 1962 a 1999 la población legal corresponde a la población sin duplicidades (Fuente: INSEE [Consultar]) |     |     |     |     |    |